# Devil Kings
Devil Kings, conocido en Japón como Sengoku Basara (戦国BASARA), es un videojuego de acción desarrollado por la compañía Capcom para PlayStation 2 en 2005. 
El juego está ambientado en un mundo fantástico con claras referencias al Japón Feudal, y nos presenta a 12 héroes disponibles (todos basados en algún personaje histórico) para luchar contra las hordas de enemigos en grandes escenarios abiertos.
Cada héroe tiene un ataque especial y sencillos combos con armas blancas y de fuego.
Los combates son rápidos y de una gran sencillez.
La ambientación combina el Japón Feudal con toques tecnológicos (armas de fuego, robots...).
En cuanto a la duración, cada personaje tiene un completo modo historia y misiones sueltas.

## Historia
Sengoku BASARA se lleva a cabo durante el período Sengoku, o período de los Estados Combatientes del Japón feudal, durante el cual Japón se dividió en muchos estados menores que luchaban por el poder y la tierra. El juego presenta a dos caudillos de guerra históricos como los principales protagonistas: Date Masamune y Sanada Yukimura.
El personaje principal de Devil Kings es Devil King (Oda Nobunaga en Sengoku BASARA).

## Jugabilidad
Es un juego de acción de tipo hack and slash, similar en concepto a Devil May Cry y Samurai Warriors.
Se hicieron algunos cambios significativos en la jugabilidad de las versiones occidentales del juego. Cuatro de los personajes se hicieron no jugables y se eliminaron o agregaron varias armas. Los niveles de dificultad se cambiaron para hacer que el juego sea más difícil (con Fácil convirtiéndose en el japonés Normal y Normal convirtiéndose en el japonés Difícil). El sistema de lucha también se modificó, agregando un elemento llamado "Priming" (el ataque especial de uno de los personajes fue el ataque Priming, y usó ese ataque para "cebar" a los enemigos, haciéndolos más susceptibles al daño y permitiendo mejores cadenas de combos)

## Equipo técnico y reparto

### Equipo técnico
- Productor: Hiroyuki Kobayashi (Resident Evil 4)
- Diseño de personajes: Makoto Tsuchibayashi (Devil May Cry)
- Tema musical de T.M.Revolution ()

### Reparto
Nombre del personaje en japonés (nombre del personaje en inglés): Actor japonés/Actor inglés
- Date Masamune (Azure Dragon): Kazuya Nakai/Kirby Morrow
- Sanada Yukimura (Scorpio): Souichirou Hoshi/Andrew Francis
- Oda Nobunaga (Devil King): Norio Wakamoto/Gary Chalk
- Nohime (Lady Butterfly): Yurika Hino/Kathleen Barr
- Uesugi Kenshin (Frost): Paku Romi/Alessandro Juliani
- Takeda Shingen (Red Minotaur): Tesshō Genda/Mark Gibbon
- Itsuki (Puff): Tomoko Kawakami/Janyse Jaud
- Zabi (Q-Ball): Kōzō Shioya/Lee Tockar
- Mori Ranmaru (Hornet): Hiroki Shimowada/Cathy Weseluck
- Akechi Mitsuhide (Reaper): Sho Hayami/Peter Kelamis
- Kasuga (Venus): Natsuko Kuwatani/Venus Terzo
- Maeda Toshiie (Lark): Tomohiro Tsuboi/Andrew Jackson
- Matsu (Bramble): Yuuko Kaida/Tabitha St. Germain
- Sarutobi Sasuke (Talon): Takehito Koyasu/David Orth